# Rhythm Activism
Rhythm Activism est un groupe de punk rock canadien, originaire de Montréal, au Québec. Il se centre autour du duo Sylvain Côté et Norman Nawrocki (en). Le groupe se sépare en 1998.

## Biographie
Le groupe, formé en 1985 commence en tant qu'ensemble poétique, évoluant en une forme de « cabaret rock 'n' roll » et incorpore des éléments de post-punk et folk à sa musique. Ils sont inclus dans 36 albums.
À plusieurs occasions, le groupe enregistre et publie des albums en soutien aux activistes pendant la crise d'Oka de 1990, et pour la grève étudiante au Québec. La plupart de leurs sorties sont publiées par leurs label Les Pages noires, bien que leur 15e et dernier album, Jesus Was Gay, soit distribué sur G7 Welcoming Committee Records.
Leur morceau Leo Lachance est inclus dans la compilation Return of the Read Menace (1999, G7), et Down in the Mines apparait dans la compilation Take Penacilin Now (2005).
Rhythm Activism a également joué dans de nombreuses salles à travers Montréal, notamment Le Cirque en ca$h en 1997 et 1998,,. Il a aussi tourné avec DOA, John Giorno, Mecca Normal et Linton Kwesi Johnson.

## Discographie
- 1986 : Rhythm Activism[11]
- 1987 : Rhythm Activism Live[12]
- 1987 : Resist Much, Obey Little[13]
- 1988 : Louis Riel in China
- 1990 : Un logement pour une chanson
- 1990 : Fight the Hike!
- 1990 : Perogies, Pasta and Liberty
- 1990 : Oka
- 1991 : War is the Health of the State
- 1992 : Oka II
- 1993 : Tumbleweed
- 1994 : Blood and Mud[14]
- 1995 : More Kick!
- 1995 : Buffalo, Burgers and Beer
- 1998 : Jesus Was Gay[4]